# 愛宕権現

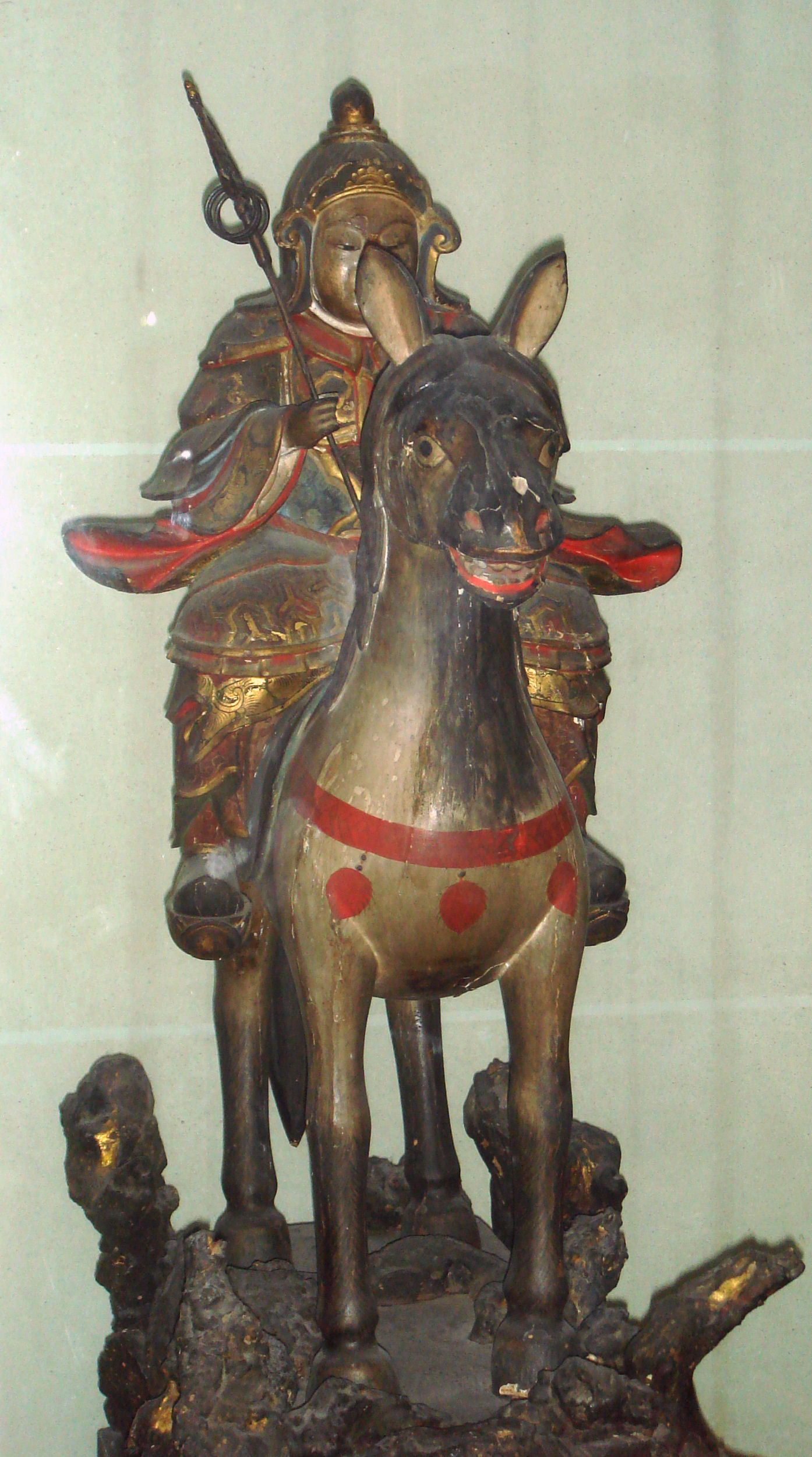
愛宕権現の本地仏とされる勝軍地蔵（ギメ東洋美術館）

愛宕権現（あたごごんげん）は愛宕山の山岳信仰と修験道が融合した神仏習合の神号であり、イザナミを垂迹神として地蔵菩薩を本地仏とする。神仏分離・廃仏毀釈が行われる以前は、愛宕山白雲寺から勧請されて全国の愛宕社で祀られた。

## 概要
愛宕修験によって、愛宕山白雲寺の本尊の勝軍地蔵が愛宕山に垂迹した権現としてイザナミが祀られた。地蔵信仰だけでなく、塞神信仰や天狗信仰も混在した。

### 愛宕修験
大宝年間、修験道の役小角と泰澄が山城国愛宕山に登った時に天狗（愛宕山太郎坊）の神験に遭って朝日峰に神廟を設立したのが、霊山愛宕山の開基と伝わる。天応元年（781年）光仁天皇の勅に基づいて、和気清麻呂と慶俊僧都によって、唐の五台山に倣った愛宕五坊、すなわち朝日峰の愛宕権現白雲寺・大鷲峰の月輪寺・高雄山の神護寺・竜上山の日輪寺・賀魔蔵山の伝法寺が建立された。
愛宕山は修験道七高山の一つとされ、「伊勢へ七たび　熊野へ三たび　愛宕さんには月まいり」と言われるほど愛宕山は修験道場として栄え、愛宕山の修験者は「愛宕聖」や「清滝川聖」とも呼ばれた。江戸時代にかけて愛宕修験がますます盛んになると、愛宕山白雲寺から勧請された愛宕社が全国に広まった。
中世にかけて愛宕山白雲寺は隆盛を極め、イザナミ及び勝軍地蔵（愛宕権現）を祀る本宮（本社）、愛宕権現太郎坊天狗を祀る奥院、そして天台宗の勝地院長床坊、教学院尾崎坊、大善院上坊、威徳院西坊、天台宗・真言宗両義の福寿院下坊、宝蔵院の6宿坊で構成された。

### 軍神信仰
愛宕山白雲寺は勝軍地蔵（将軍地蔵）を本尊としたため、戦国時代にかけて愛宕権現は勝軍地蔵が垂迹した軍神として武士から信仰を集めた。

### 塞神信仰
塞神信仰や陰陽道の影響から、愛宕山は平安京の北西（乾）に位置する守護神ともされた。また、元愛宕とされる丹波国の阿多古神社（愛宕神社 (亀岡市)）の阿当護神（愛当護神）は、貞観6年（864年）従五位下に、貞観14年（872年）従五位上に、そして元慶3年（879年）従四位下に列せられた。塞神信仰から、愛宕山は京の火難除けや盗難除けの神として信仰されたが、愛宕修験によって阿当護神と本尊の勝軍地蔵が習合して火防せの神である愛宕権現として日本全国に信仰が広まった。
愛宕山白雲寺の参拝者は祈祷を受け、お札や火伏せの神花である樒（しきみ）を受領した。お札は「愛宕山大権現守護所」と書かれた朱札と、声聞地蔵（僧形の地蔵菩薩）・毘沙門天・不動明王を描いた「三尊図像」の二種をセットにしたもので、各坊の名を印刷した包紙に包んで渡された。

### 天狗信仰
愛宕修験では天狗信仰が盛んだったため、愛宕太郎坊天狗も祀った。藤原頼長の日記『台記』にも愛宕山の天狗信仰に関する記載がみられる。
若宮を太郎坊大権現と称してカグツチをイザナミの第五皇子であるとしその化身が愛宕太郎坊であるとされた。（第五とするのは日本書紀の記述より天照、月読、蛭児、素戔嗚の順でその次の弟とされる為）
また、神武天皇が長脛彦を撃破した際、現れた金鵄もまたカグツチの化身であるとされた。
なお東京都港区の愛宕神社では、愛宕太郎坊は猿田彦の化身とされている。

## 像容

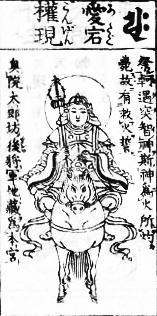
愛宕権現。仏像図彙 (1783年)より。

本地仏である勝軍地蔵（将軍地蔵）の姿で描かれ、甲冑姿の地蔵菩薩が馬に乗る。

## 神仏分離・廃仏毀釈
慶応4年（1868年）の神仏分離令による廃仏毀釈によって、修験道に基づく愛宕権現は廃された。明治3年（1870年）天台宗・真言宗両義の白雲寺も廃寺に追い込まれ、愛宕神社（京都府京都市右京区）に強制的に改組された。
本地仏とされた勝軍地蔵は金蔵寺に移されたが現在でも本宮にイザナミを若宮にカグツチを祀っている。
全国の愛宕社の多くは、若宮（太郎坊大権現）に祭られていたカグツチを初めとする神々を祀る神道の愛宕神社となっている。

## 愛宕権現を祀る寺院
少数だが廃仏毀釈を乗り越えて、現在でも愛宕権現を祀る寺院は存続している。
- 朝日山法圓寺[9]（福島県伊達郡）
- 愛宕山円隆寺（京都府舞鶴市）
- 愛宕山上福院龍泉寺[10]（三重県松阪市）
- 愛宕山観音寺[11]（福岡県福岡市）
- 愛宕山長福寺[12]（宮崎県児湯郡）
- 愛宕山龍現寺[13]（福島県喜多方市）
- 石梁山不動院（兵庫県姫路市）
- 勝軍山愛宕寺（山口県下関市）
- 躑躅山林昌寺（大阪府泉南市）

## その他
安元の大火は太郎焼亡とも呼ばれたが「太郎」は愛宕太郎坊天狗に由来する。当時は天狗が大火を引き起こすとの俗信があった。
浄瑠璃や文楽で誓いの言葉として使われる「愛宕白山」は、愛宕権現と白山権現を指す。